# Daniel A. Helminiak
Daniel A. Helminiak (* 20. listopadu 1942, Pittsburgh, USA) je americký spisovatel, katolický kněz, teolog a psycholog. Působí jako profesor na katedře humanistické a transpersonální psychologie na University of West Georgia poblíž Atlanty. Je autorem knihy Co vlastně Bible říká o homosexualitě?